# 14th Street (Sixth Avenue Line)
14th Street is een station van de metro van New York aan de Sixth Avenue Line, in het stadsdeel Manhattan. Het station is geopend in 1940 en ligt recht boven het station Sixth Avenue aan de Canarsie Line. De lijnen  maken gebruik van dit station. Op dezelfde locatie ligt ook het station 14th Street van de Port Authority Trans-Hudson, het PATH-netwerk dat verbindingen biedt met de voorsteden in New Jersey.
 ·  ·  ·  ·  ·  ·  ·  ·  · 